# Amina
Amina ist ein weiblicher Vorname.

## Herkunft und Bedeutung
Amina ist die lateinische Form zweier arabischer Namen.
Eine arabische Form ist آمنة / Āmina. Die Mutter des Propheten Mohammed hieß Amina. In dieser Form bedeutet Amina, betont auf der ersten Silbe, „Frau des Friedens, der Harmonie, der Sicherheit“.
أمينة / Amīna, mit Betonung auf der zweiten Silbe, bedeutet „die Vertrauenswürdige“ und ist die weibliche Form zu Amin.

## Verbreitung
Amina ist einer der häufigsten Frauennamen in der arabischen und islamischen Welt.

## Varianten
- Emine (türkisch)
- Əminə (aserbaidschanisch)
- Aminata, Aminatu, Aminatou (Westafrika)
- Amina (arabischer Frauenname)
- Amin (arabischer Männername)
- Aminat, Amnat (tschetschenisch)
- Аміна, Амина (russische Transkriptionen)

## Liste bekannter Namensträgerinnen
- Āmina bint Wahb (gest. um 577), Mutter des Propheten Mohammed im Islam
- Amina (Königin) (15./16. Jahrhundert), Hausa-Königin
- Amina (1770–1823), Hauptfrau von Muhammad Ali Pascha
- Amina Adil (1929/1930–2004), tatarisch-syrische Schriftstellerin und Sufi-Theologin
- Amina Annabi (* 1962), frankotunesische Sängerin und Schauspielerin
- Amina Wladikowna Anschba (* 1999), russische Tennisspielerin
- Amina Claudine Myers (* 1943), US-amerikanische Jazzmusikerin
- Amina Dagi (* 1995), russisch-österreichisches Model
- Aminah Faal-Sonko, (* 1954), gambische Politikerin
- Amina Figarova (Namensform Əminə, * 1966), aserbaidschanische Jazzmusikerin
- Amina Gusner (* 1965), deutsche Schauspielerin, Regisseurin und Autorin
- Amina Gutschi (* 1987), österreichische Fußballschiedsrichterassistentin
- Amina Helmi (* 1970), argentinisch-niederländische Astronomin
- Johanna Amina Julie Clara Herrmann (1853–1931), deutsche Pianistin und Konzertorganisatorin
- Amina Khalil (* 1988), ägyptische Film- und Fernsehschauspielerin
- Amina Lawal (* 1972/73), nigerianische Todeskandidatin
- Amina Pirani Maggi (1892–1979), italienische Schauspielerin
- Amina Mama (* 1958), nigerianisch-britische Psychologin und Feministin
- Amina Merai (* 1995), deutsche Schauspielerin
- Amina Mohamed Jibril (* 1961), somalisch-kenianische Juristin und Politikerin
- Amina Hamza Mohamed El-Guindi (* 1942 in Kairo) ist eine ägyptische Politikerin
- Amina J. Mohammed (* 1961), nigerianische Politikerin
- Amina Moudden (* 1984), marokkanische Diskuswerferin
- Amina Wiktorowna Okujewa (1983–2017), tschetschenisch-ukrainische Euromaidanaktivistin
- Amina Salum Ali (* 1956), tansanische Politikerin
- Amina Al Rustamani (* 20. Jh.), arabische Managerin (VAE)
- Amina Sherif (* 1999), deutsch-ägyptische Schachspielerin
- Amina Srarfi (* 1958), tunesische Violinistin und Dirigentin
- Amina Tyler (* 1994), tunesische Feministin
- Amina Wadud (* 1952), amerikanische Islamwissenschaftlerin
- Amina Yousry (* 2000), ägyptische Squashspielerin
- Amina Zoubeidi (* 20. Jh.), kanadische Urologin

## Fiktive Figuren und Werksnamen
- Amine, co-Protagonistin in Die Laune des Verliebten, 1779
- Amina, Protagonistin in Vincenzo Bellinis Oper La Sonnambula, 1831
- Prinzessin Amina, italienisch-französisch-deutscher Fernseh-Dreiteiler, 1997
- Aminas Restaurant. Ein modernes Märchen., Roman von Michael Lüders, 2006
- Amina bastelt Bomben, Webserie von Paul Bachmann, 2018
- Amina: mein Leben als Junge, Jugendbuch von Carolin Philipps, 2019